# Eneko Atxa Azurmendi
Eneko Atxa Azurmendi (Amorebieta, Biscaia, 1977) és un cuiner del País Basc.

## Biografia
Eneko Atxa es va iniciar com a cuiner estudiant a l'Escuela de Hostelería de Leioa. Després va treballar a diversos restaurants del País Basc com el Baserri Maitea (Forua), l'Asador Zaldua (Sukarrieta) -tots dos del Grupo Zaldua-, l'Andra Mari (Galdakao), el restaurant de Martín Berasategui (Lasarte) -amb qui va endinsar-se en el món de l'alta cuina-, el Mugaritz d'Andoni Luís Aduriz (Errenteria), l'Asador Etxebarri d'Atxondo, etc. Els seus referents són Martín Berasategui, Juan María Arzak i Ferran Adrià.
Actualment, Eneko Atxa és el xef del restaurant Azurmendi, situat a Larrabetzu (Biscaia). Tenint com a base la cuina tradicional basca -herència de la seva mare i la seva àvia-, Atxa aposta per una cuina natural però amb personalitat i amb un ambient que identifiqui el plat amb l'origen de la matèria primera utilitzada. Es distingeix per crear nous plats, investigar aromes i recrear atmosferes. Entre les tècniques originals que ha desenvolupat destaquen els brous concentrats, els aromes en els buits i les centrifugacions. Eneko Atxa defineix la seva filosofia a la cuina com "l'experiència del que vàrem ésser, som i volem ésser. La cuina com a cultura i forma de vida en la constant recerca de transmetre plaer".
El 2007 li van atorgar la seva primera estrella Michelin, el 2011 la segona estrella -convertint-se en el primer xef biscaí en aconseguir-les- i el 2012 la tercera.

## Premis i reconeixements
- 2000 Campió d'Espanya de cuina d'autor per a joves xefs
- 2000 Millor cuiner de l'any pel club de gourmet francès Fourchettes
- 2005 Nominat al premi pil-pil a la tècnica més innovadora
- 2006 El restaurant Azurmendi és nominat al premi Millor Restaurant Revelació al congrés Madrid Fusión
- 2007 L'Azurmendi aconsegueix la primera estrella Michelin
- 2007 Premi Euskadi al Millor Restaurador
- 2008 Premi Cuina Saludable atorgat pel Fòrum Gastronòmic de Santiago Arxivat 2011-10-06 a Wayback Machine.. Es premia una recepta d'Eneko Atxa pels seu equilibri alimentari alhora que plaent.
- 2011 Segona estrella Michelin
- 2012 Tercera estrella Michelin